# Église Saint-Joseph de Marseille
Pour les articles homonymes, voir Église Saint-Joseph.
L'église Saint-Joseph est située au 126 rue Paradis, dans le 6e arrondissement de Marseille. L'église et ses annexes sont classées au titre des monuments historiques par arrêté du 9 février 1999.

## Historique
Le développement de la ville de Marseille au début du XIXe siècle, avec la création de nouveaux quartiers, a nécessité la construction de nouvelles paroisses notamment dans les quartiers sud avec l'édification de deux nouvelles églises : Saint-Charles (rue Grignan) et Saint-Joseph.
L'autorisation de construire l'église Saint-Joseph est donnée par l'évêque Charles-Fortuné de Mazenod le 14 août 1831 qui en nomme recteur l'abbé Abbat. Pendant la durée de la construction qui fut longue, le service paroissial fut assuré par la chapelle de rite grec catholique de la rue Montaux (actuellement rue Edmond-Rostand) connue sous le nom de Saint-Nicolas de Myre.
Grâce aux premières souscriptions de particuliers et à un don de 25 000 fr de l'évêque, le terrain est acheté à Maxime Martin et les travaux commencent en 1833 d'après les dessins de l'architecte Pascal Coste. Cette église de plan basilical est à rapprocher de celle de Saint-Lazare, autre œuvre de Coste dont elle est contemporaine.
Compte tenu des difficultés financières pour achever les travaux, l'évêque demande l'aide de la municipalité. Après de nombreuses discussions, le conseil municipal décide par délibération du 24 novembre 1853 d'acquérir l'église et son mobilier pour une somme de 240 000 fr. L'église est consacrée le 25 avril 1855. À cette date l'intérieur de l'église et la façade demeurent nus. L'intérieur sera décoré en 1859 par le peintre Orsini. Les travaux de la façade ornée de six colonnes à chapiteaux corinthiens, dirigés par l'architecte Joseph Ferrié toujours d'après les plans de Coste, coutèrent 70 000 fr dont 59 197 fr pour la maçonnerie et 10 803 fr pour la sculpture confiée à Émile Aldebert ; le tout est terminé en 1864.
Les peintures de la nef et des chapelles latérales ne furent achevées qu'en 1925.
L’édifice est entièrement classé Monument Historique depuis le 9 février 1999.
Entre 2006 et 2008, la Ville de Marseille avait engagé une opération importante de rénovation de la toiture.
Mais depuis, l'église a connu une aggravation de désordres structurels importants :
- Planchers de la sacristie et du presbytère
- Effondrement plafonds nefs et bas-côtés
- Déplacement de poutres de charpente…

Ces désordres ont amené à la fermeture impérative de l'édifice au public en septembre 2016.
La Ville de Marseille a alors engagé, en partenariat avec le Conseil Départemental des Bouches-du-Rhône, des études de travaux pour sauver la structure et restaurer les plafonds.
À la suite d'un dépassement excessif du budget, seule une première tranche de travaux de consolidation a pu être réalisée. Afin de permettre le retour au culte, l'église été rouverte le 28 mai 2023, lors de la messe de Pentecôte présidée par le cardinal Jean-Marc Aveline et en présence du maire de Marseille. Les travaux de restauration doivent se poursuivre, mais une recherche de fonds est assurée par l'Association des Amis de Saint-Joseph pour entreprendre certains travaux.

## Intérieur

### Le chœur
Le maître-autel, réalisé en 1897 grâce à un don de Mme Noilly-Prat, célèbre femme d'affaires marseillaise, patronne de l'entreprise Noilly Prat, en marbre polychrome, est l'œuvre  de Jules Cantini sur un dessin de l'architecte Louis Sainte-Marie-Perrin; un ciborium en forme d'arc de triomphe supporté par dix colonnes en marbre rouge de Numidie domine le maître-autel et l'intrados de cet arc de triomphe est décoré par des caissons dorés; au sommet de ce baldaquin est placé un édicule abritant une statue représentant saint Joseph, œuvre de Paul-Émile Millefaut, tenant sur ses genoux l'enfant Jésus.
Derrière le maître-autel est placé un orgue de chœur Mader de 1896 (voir plus bas).

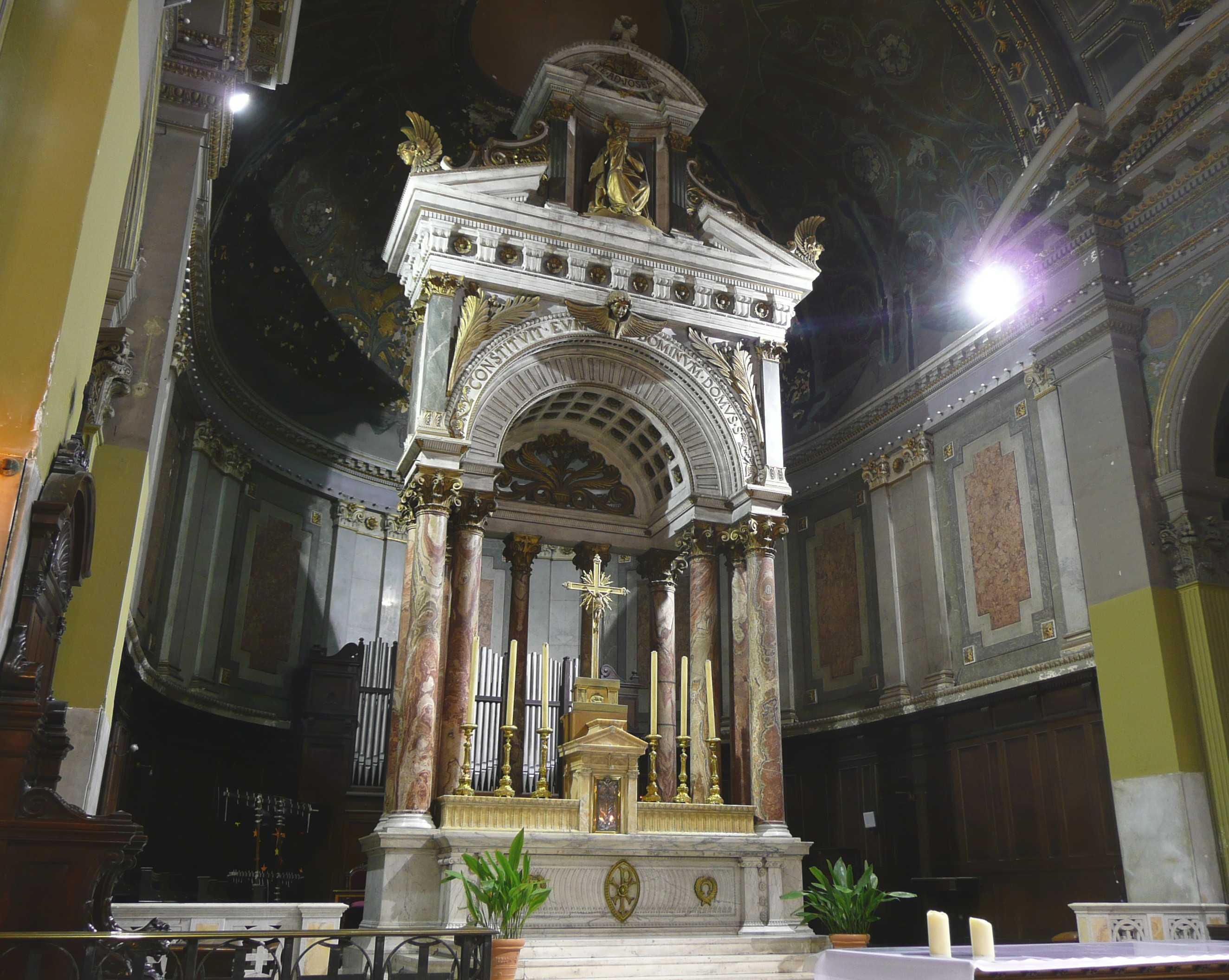
maître-autel de biais
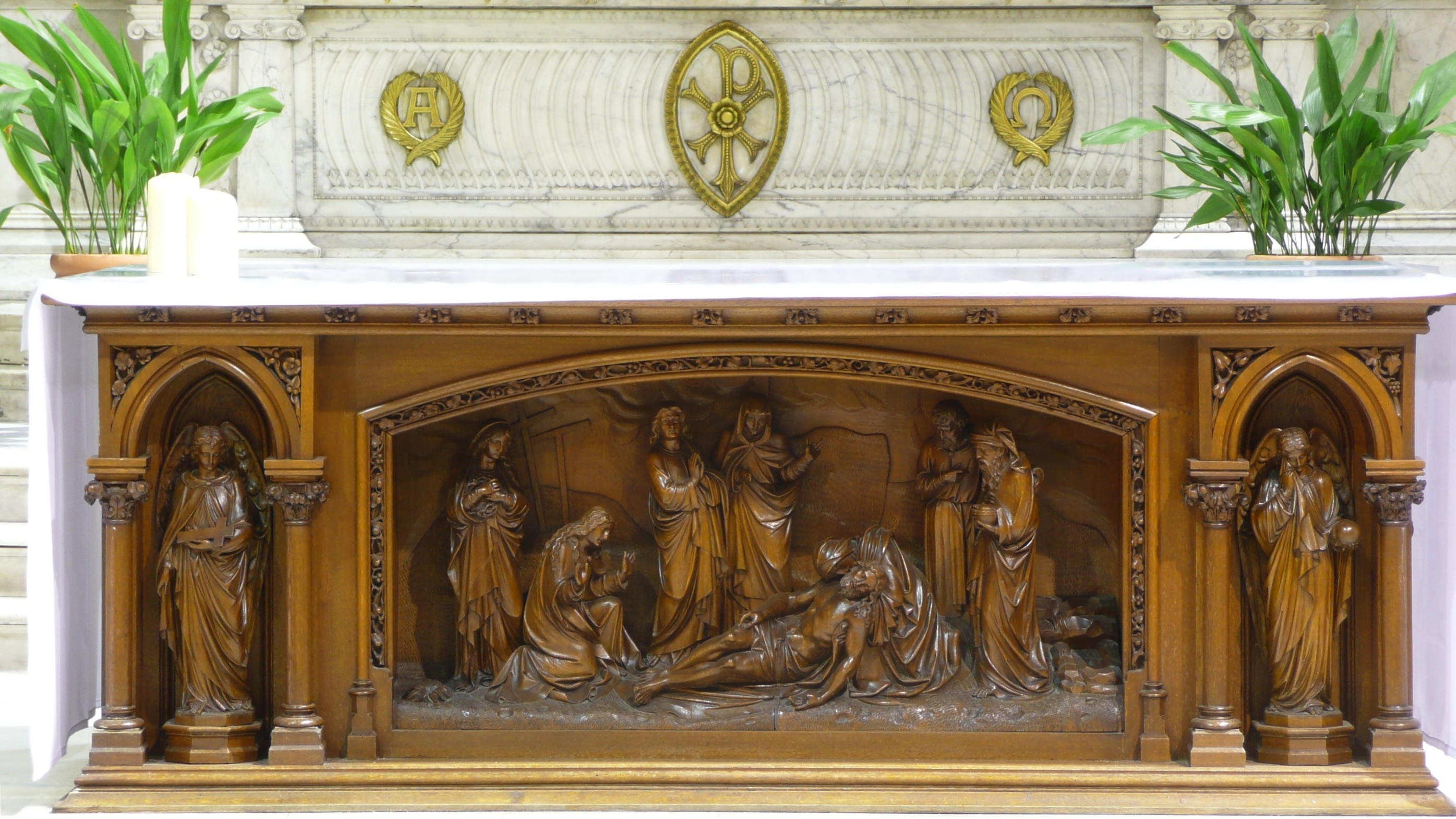
maître-autel moderne
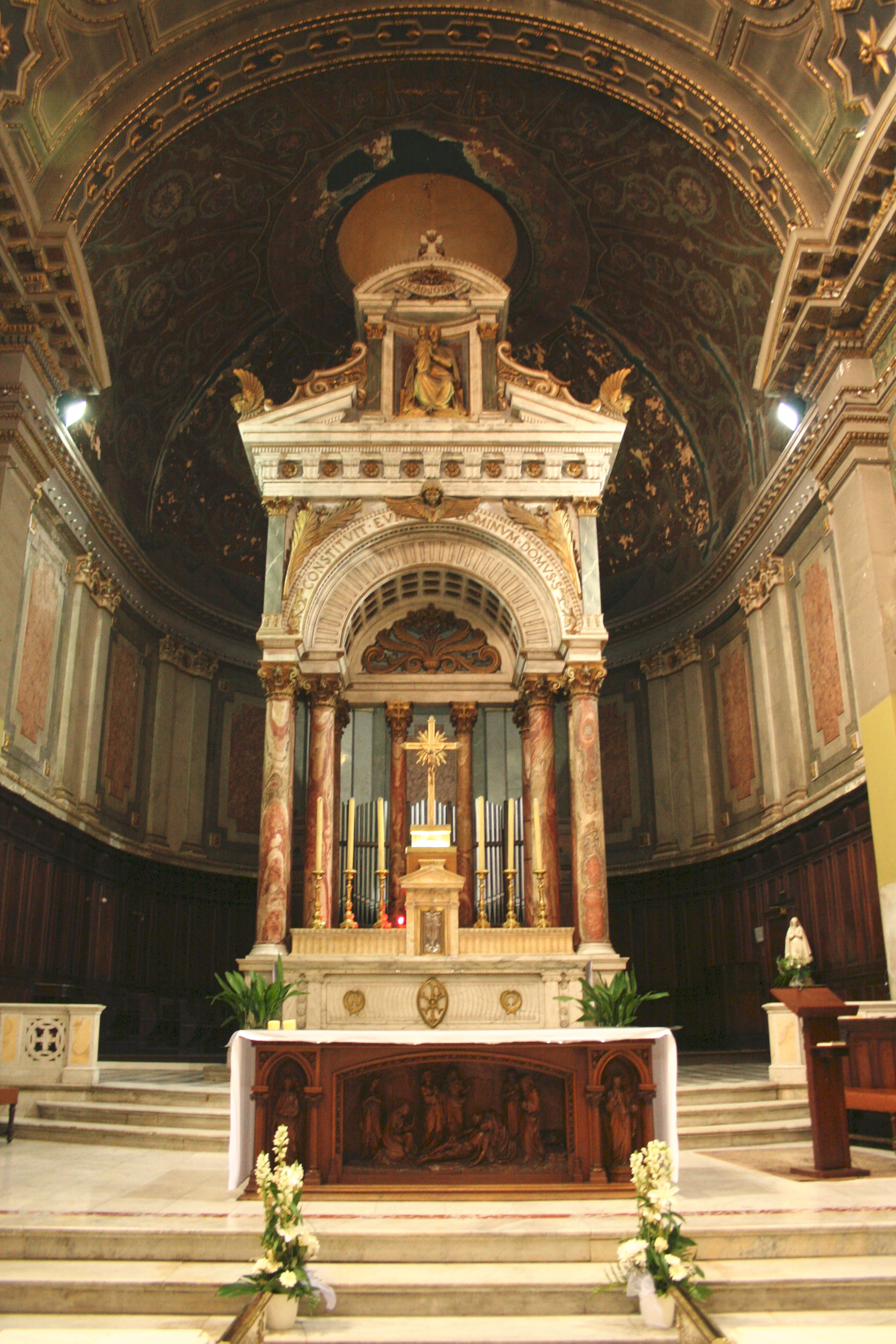
maître-autel et orgue de chœur

### La nef

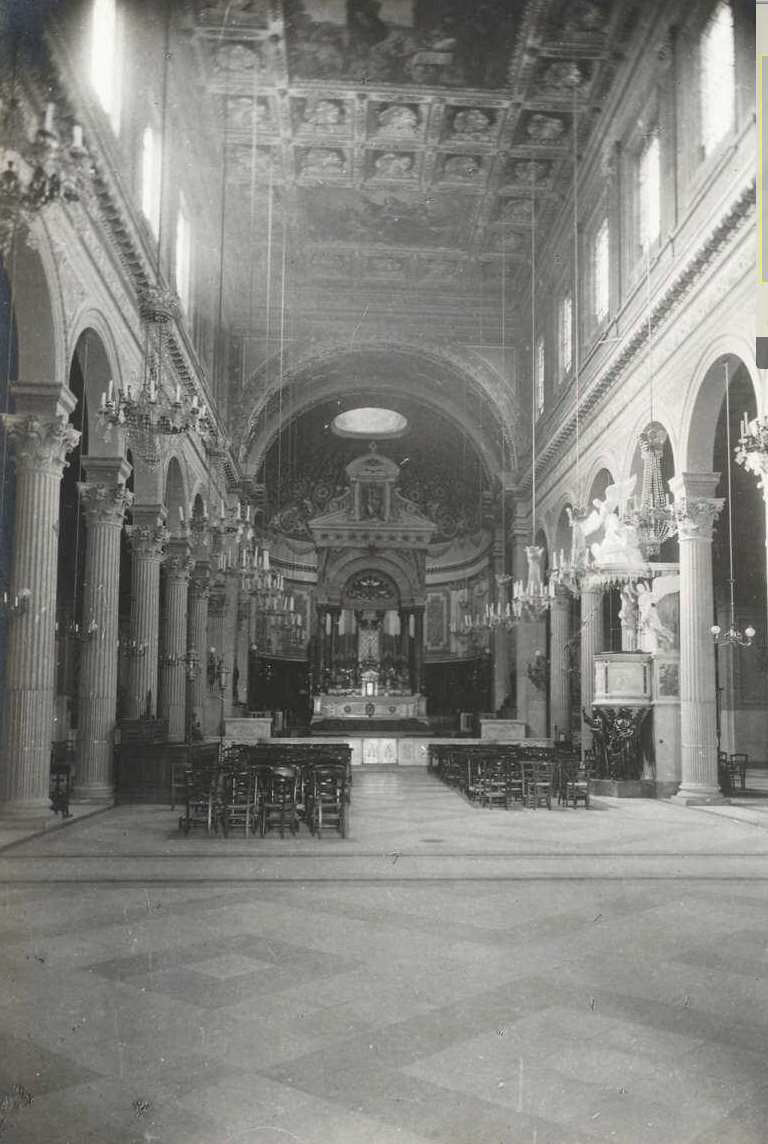
Ancienne carte postale de l'intérieur de l'église Saint-Joseph

Elle est constituée d'un vaisseau principal bordé de 2 collatéraux se terminant chacun par une absidiole orientée et sur lesquels s'ouvrent des chapelles latérales.
Ces collatéraux sont séparés du vaisseau principal par des arcades où court une frise à rinceaux au-dessus desquels sont pratiquées des verrières encadrées de pilastres partant d'une corniche à denticules. Les culs de four comme les absidioles des chapelles de Saint Joseph et de la Sainte Vierge sont également décorés de peintures d'Orsini. Le vaisseau principal a 40 mètres de longueur et environ 11,50 mètres de largeur; les bas côtés mesurent 5 mètres de largeur. Les évangélistes ont été peints par Augustin Lamy.
La tribune d'orgue et le magnifique plafond à caissons  qui encadre quatre toiles du peintre Orsini représentant l'Assomption, la présentation au temple, la Nativité et l'Annonciation, ont été réalisés en 1868 par Henri-Jacques Espérandieu.

#### Bas-côté droit (côté épitre)
Dans la première chapelle se trouve une Vierge à l'enfant. Dans l'arc une fresque peinte par Charles Varade et Jean Sari représente le pauvre Lazare et le mauvais riche.
Dans la deuxième chapelle se trouvent les fonts baptismaux réalisés en 1931 à l'occasion de la célébration du centenaire de la construction de l'église. Cette chapelle est lambrissée de marbre en partie inférieure, d'un drapé peint en partie intermédiaire et d'une peinture représentant Moïse faisant jaillir l'eau d'un rocher au Mont Horeb. Le fond de la chapelle est décoré d'un lambris de marbre représentant la façade du temple de Dieu avec un fronton sur lequel est représentée l'arche de Noë. Sur l'architrave est gravée une inscription latine « qua omnes salvi facti sunt » (Par là se font les guérisons). Les portes du temple en cuivre servent à la réserve des saintes huiles. La cuve baptismale en marbre sculptée repose sur un pied à trois branches avec trois poissons sculptés : ils ressemblent à des grondins (nageoire pectorale en forme d'aile) mais évoquent plutôt des baleines, symboles de Jonas. Cette représentation se retrouve sur le couvercle en bronze doré où un poisson est représenté sur une croix placée dans un cercle : le poisson représente en effet l'eau du baptême, mais il est également un symbole chrétien utilisé dès le Ier siècle car sa traduction en grec ancien est le mot Ichtus (ΙΧΘΥΣ, ἰχθύς) dont les lettres forment un acronyme (sigle qui peut se prononcer) de la phrase ΙΗΣΟΥΣ (Iêsoûs), ΧΡΙΣΤΟΣ (Khristòs) ΘΕΟΥ (Theoû), ΥΙΟΣ (Huiòs), ΣΩΤΗΡ (Sôtếr) qui se traduit mot à mot par Jésus Christ Dieu fils sauveur c'est-à-dire Jésus Christ, fils de Dieu, sauveur (des hommes).
La troisième chapelle est dédiée à saint Antoine de Padoue. Sur la gauche, on remarque un portrait de saint Jean Bosco.
La quatrième chapelle reçoit un monument funéraire du fondateur de l'église, l'abbé Antoine Abbat : c'est un cénotaphe au sommet duquel un ange à genoux porte le portrait en médaillon de l'abbé.
La cinquième chapelle est consacrée à sainte Thérèse d'Avila avec une sculpture de cette sainte réalisée par Auguste Cornu. Sur la gauche, une toile de sainte Thérèse de l'enfant Jésus réalisée par Mathilde Hugueniot.
Dans la sixième chapelle, une fresque représente le retour de l'enfant prodigue par Varade et Sari.
La septième chapelle est dédiée au curé d'Ars avec une statue en plâtre du saint. Une fresque représente l'agneau mystique et les quatre fleuves du paradis.
Dans la huitième chapelle, une fresque représente Abraham trouvant le bélier du sacrifice.
À l'extrémité du bas-côté droit, dans l'abside, on trouve un autel consacré à saint Joseph.

Bas-côté droit
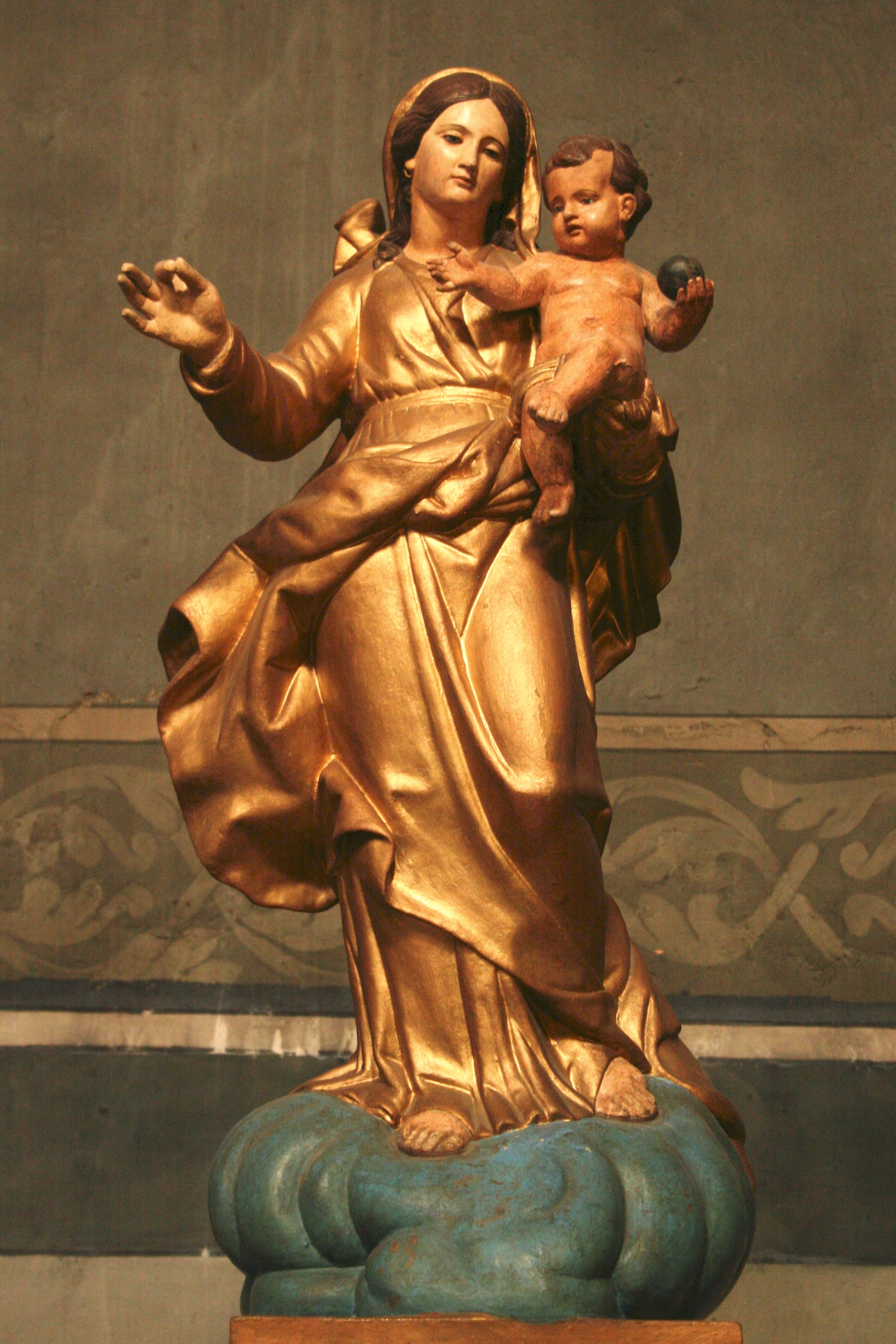
Vierge à l'Enfant(chapelle 1)
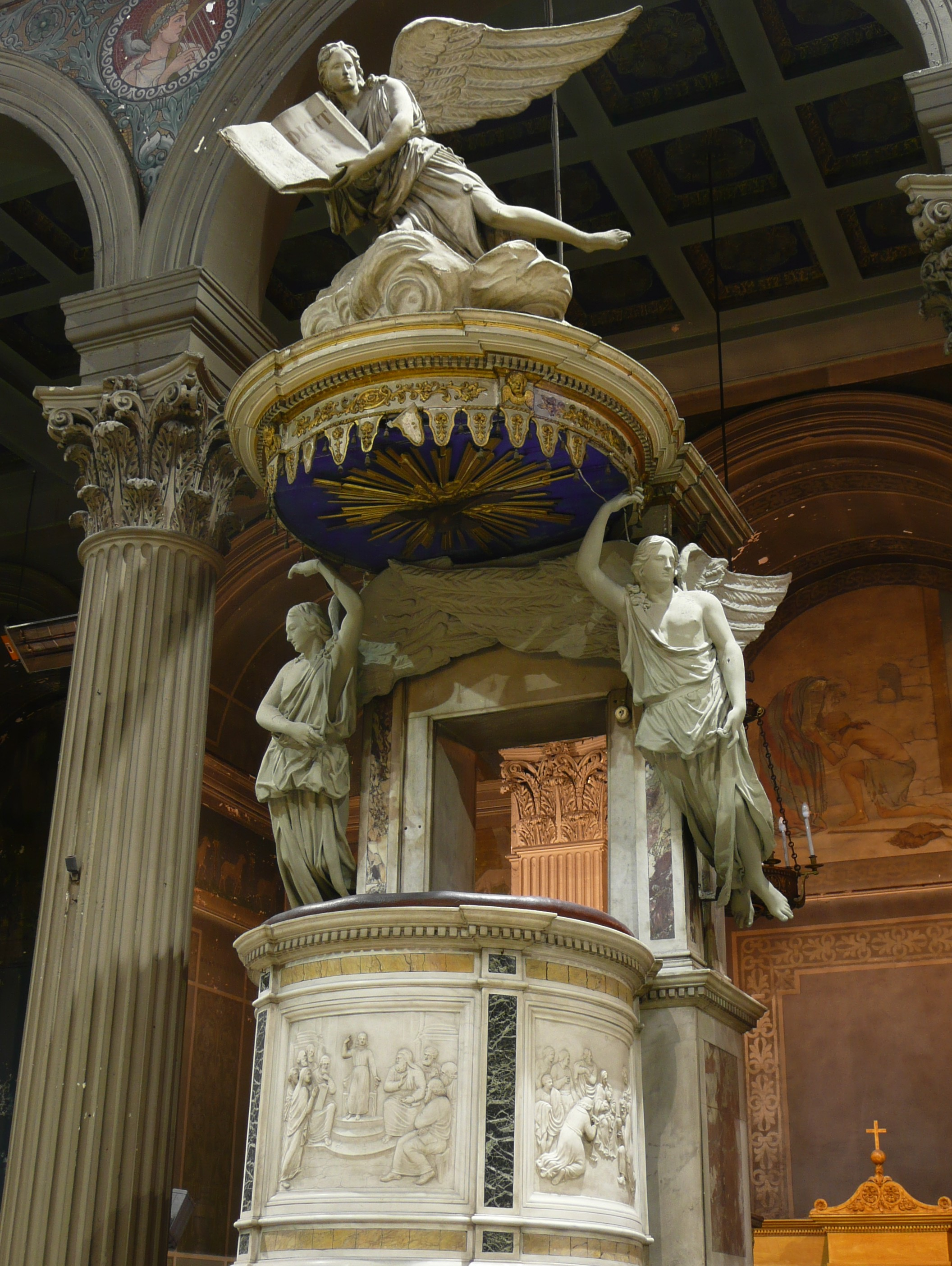
chaire de face
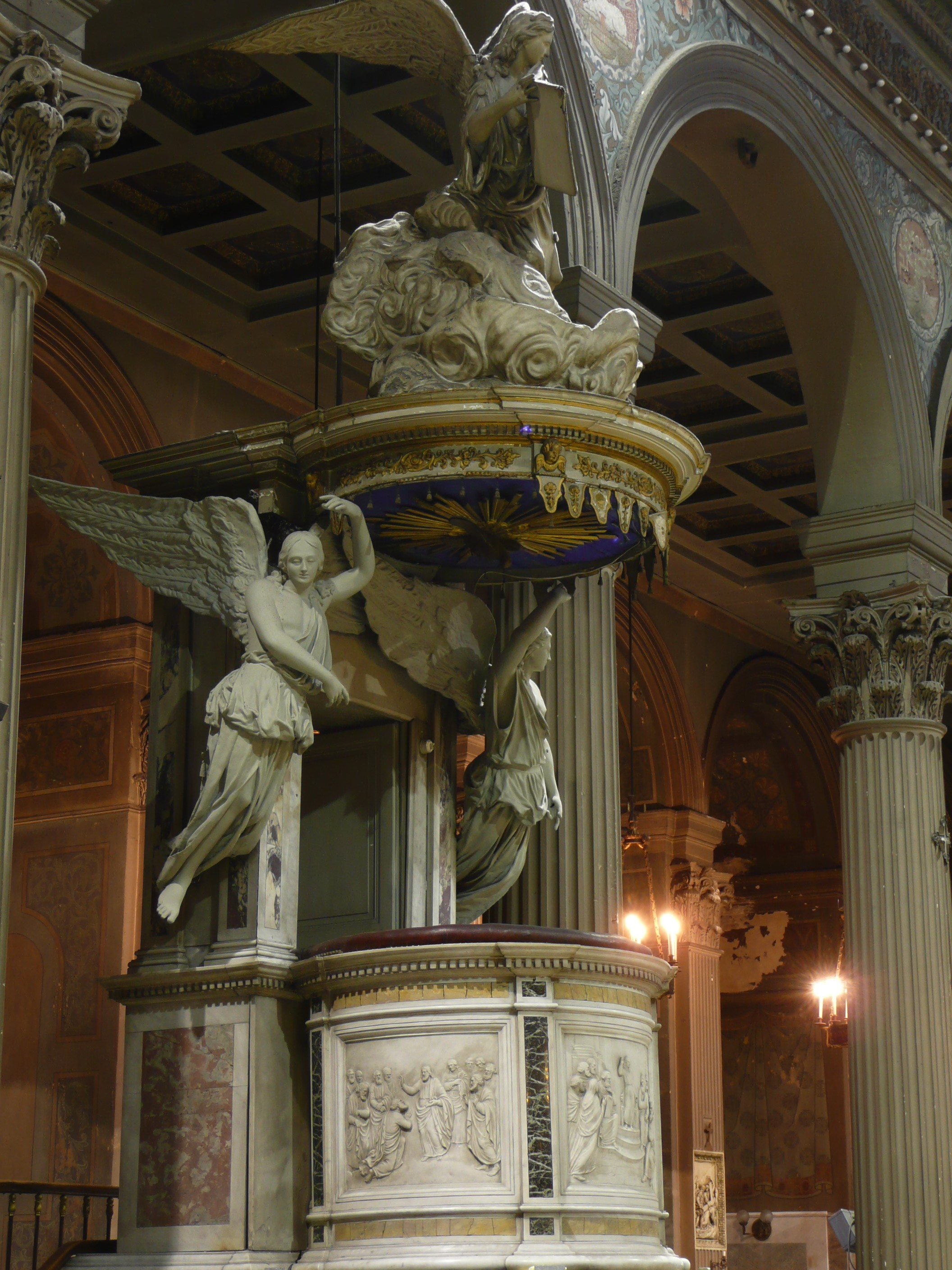
chaire de profil
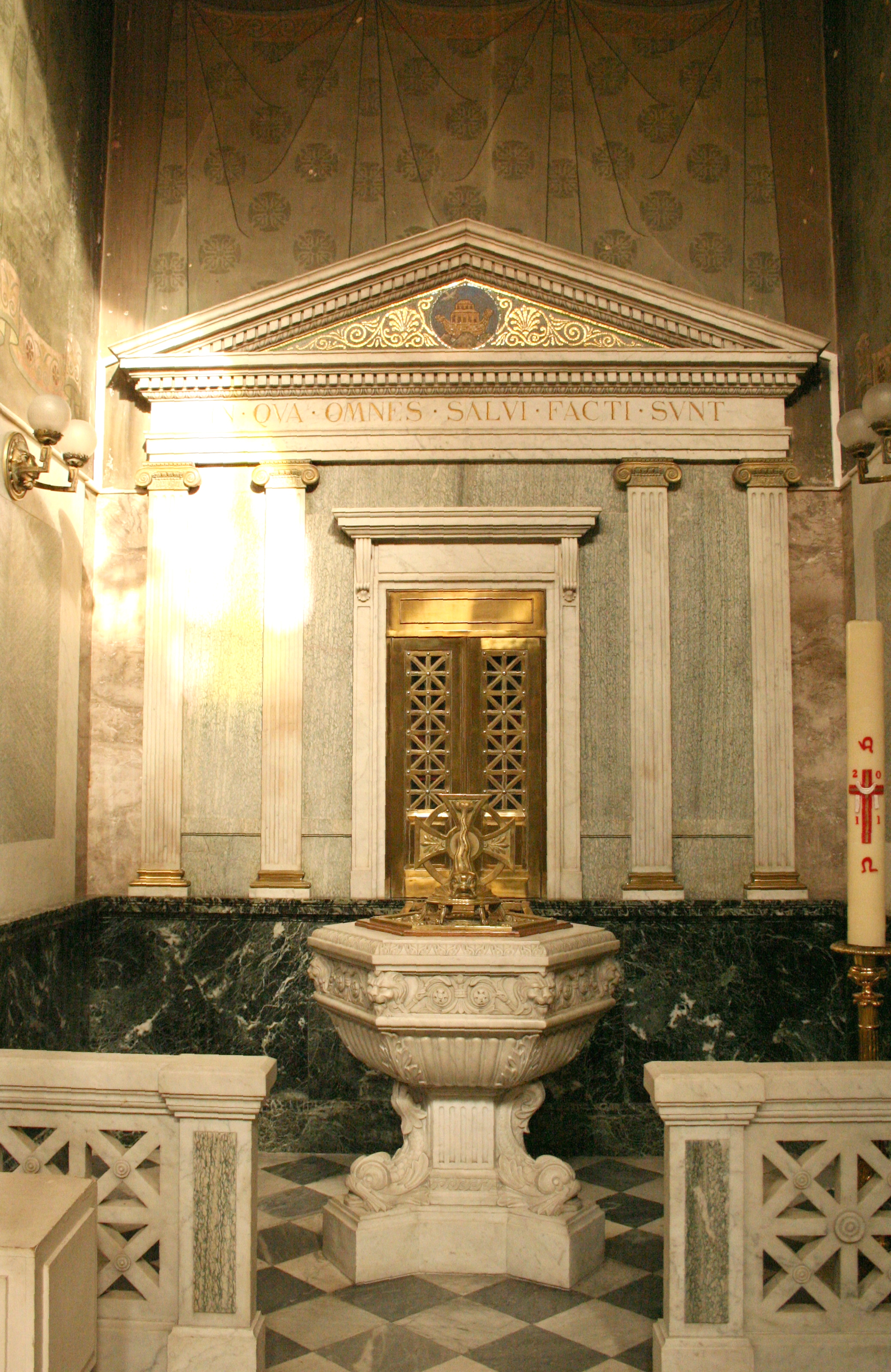
Fonts baptismaux
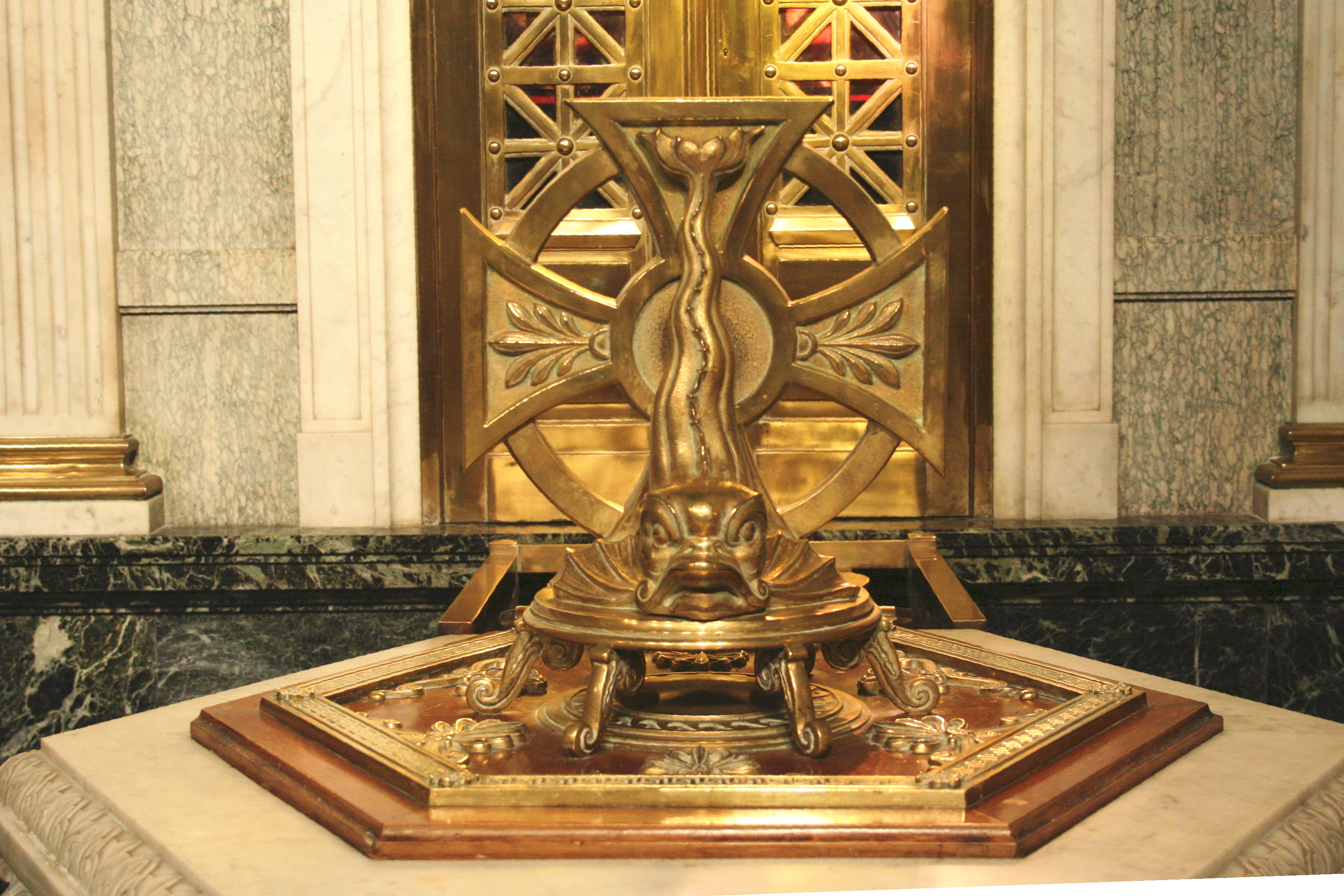
cuve baptismale: le couvercle

#### Bas-côté-gauche (côté évangile)
La seconde chapelle est consacrée aux âmes du purgatoire avec un autel surmonté d'un monumental Christ en croix.
La troisième chapelle est consacrée à Jeanne d'Arc et aux morts de la guerre ; la statue de la sainte représentée en train d'offrir son épée à Dieu et placée dans une niche au-dessus du tabernacle a été sculptée par Auguste Cornu.
Dans la quatrième chapelle, une fresque réalisée par Varade et Sari représente le Pharisien et le Publicain.
Dans la cinquième chapelle, l'autel est décoré d'une statue de sainte Anne et de la Vierge.
Dans la sixième chapelle, une fresque de Varade et Sari représente le Bon Samaritain.
La septième chapelle est consacrée au sacré-cœur de Jésus.
Dans la neuvième chapelle, une fresque de Varade et Sari représente le drachme perdu.
À l'extrémité du bas-côté gauche, dans l'abside, un autel est consacré à la Vierge.
Depuis quelques années, des concerts sont organisés dans l'église en raison de la qualité de l'acoustique et de celle des orgues dont le mécanisme est de Cavaillé-Coll qui réalisa l'instrument en même temps que celui de la cathédrale Notre-Dame de Paris en 1868.

Bas-côté gauche
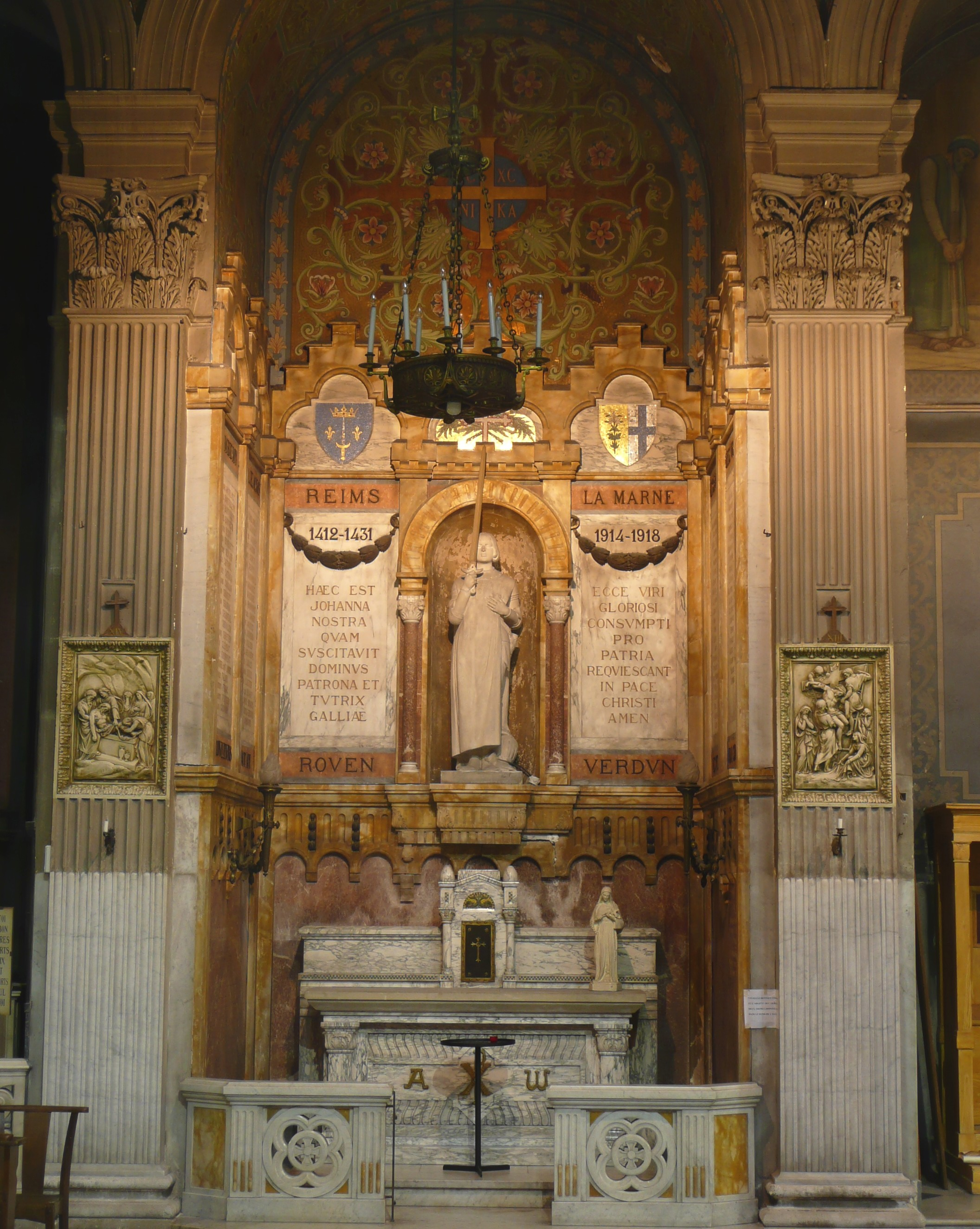
chapelle de Jeanne d'Arc
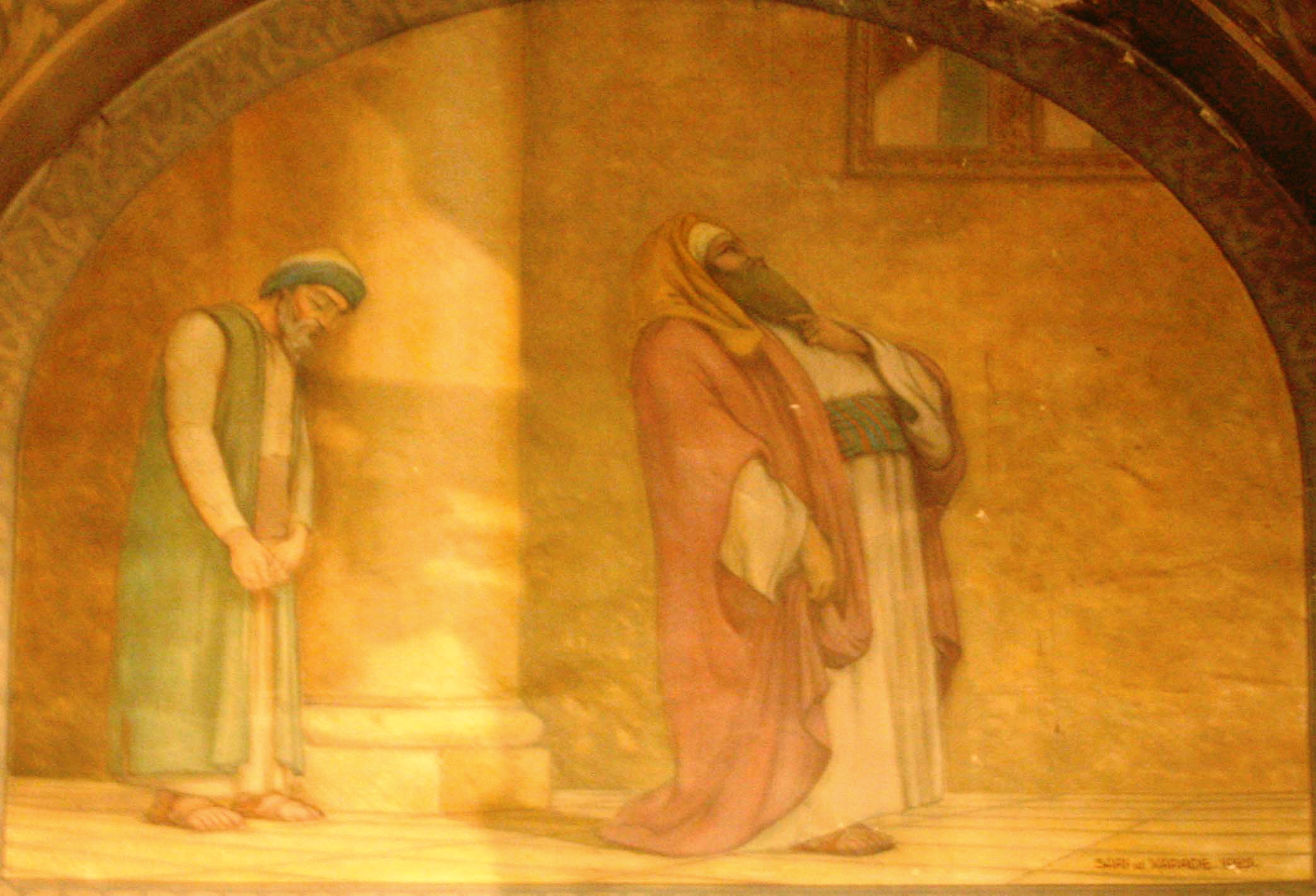
Le Pharisien et le Publicain
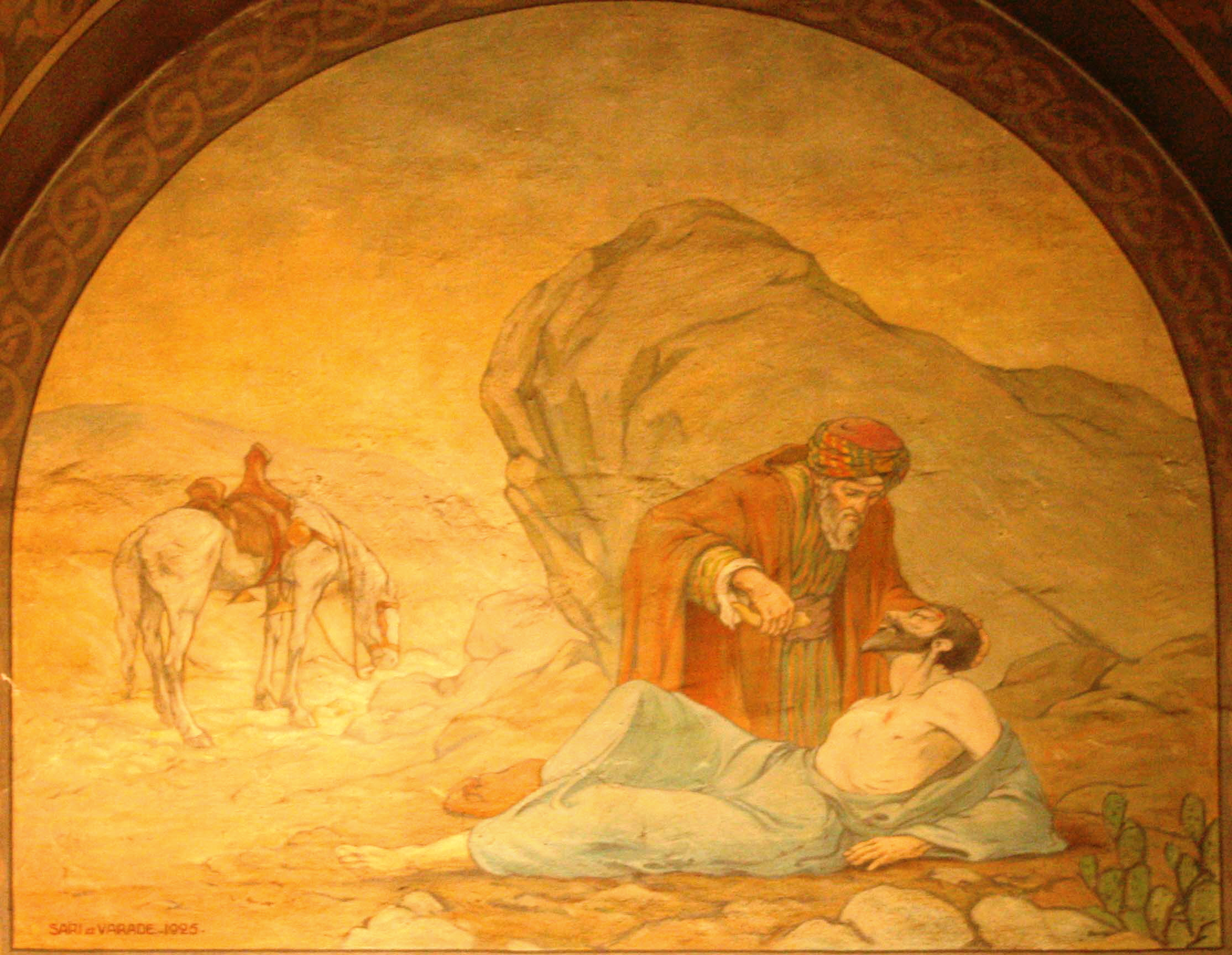
Le bon Samaritain
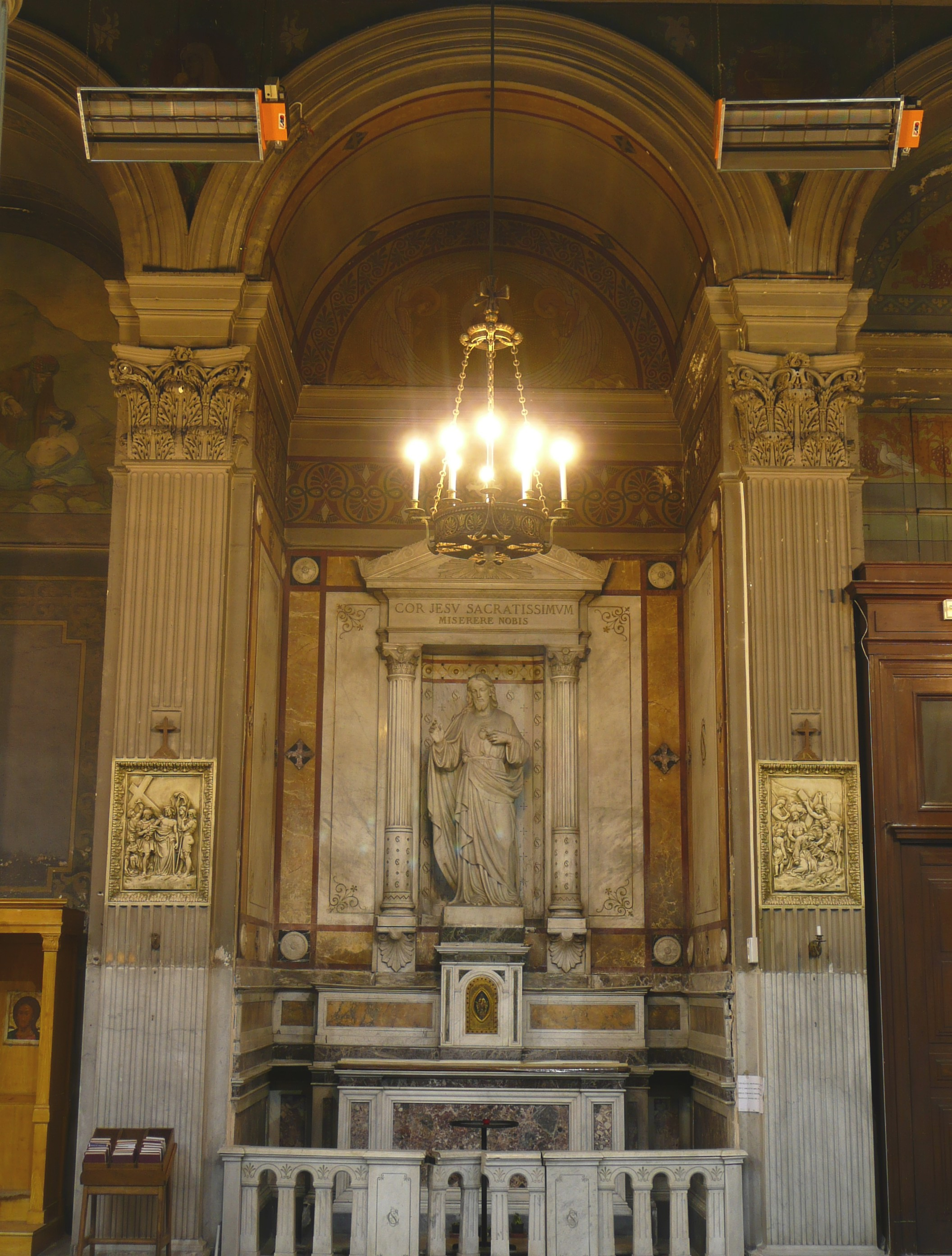
chapelle du Sacré-Cœur

### Le Grand-Orgue de tribune
Succédant à un orgue Callinet de 1847, l'instrument actuel fut construit en 1868 par Aristide Cavaillé-Coll avec remploi de la tuyauterie précédente. Il comportait alors 43 jeux sur 3 claviers et pédalier. Il est classé monument historique au titre objet pour sa partie instrumentale depuis le 9 juillet 1981.
L'organier marseillais François Mader fait un relevage en 1883, puis, en 1897, porte le pédalier à 30 notes et remplace la Quinte 10'2/3 et la Flûte 4' de Pédale respectivement par une Gambe 16' et un Bourdon 8'.
En 1934, à l'initiative de Sauveur Bruschini, son titulaire pendant 50 ans, Auguste Chenet, dirigeant de la succursale marseillaise des établissements lyonnais Michel-Merklin&Kuhn, réalise des travaux importants. A la Pédale, restitution des jeux supprimés par Mader, ajout d'une Soubasse 16' et d'un Bourdon 8' empruntés pneumatiquement au Bourdon 16' du Grand-Orgue. Au Positif la Flûte 4' est décalée en Nazard et le Piccolo en Tierce, l'Unda-Maris est remplacée par une Flûte 8' et le Basson-Hautbois par un Cromorne 8' ; une Machine Barker est installée et les jeux sont enfermés dans une boîte expressive. Ces travaux sont inaugurés par un concert d'Édouard Commette, titulaire de la primatiale de Lyon, le 4 novembre 1934.
En 1971 René Renevier restitue le Plein-jeu supprimé en 1897.
Après un inventaire détaillé de Pierre Chéron en 1985, une restauration fondamentale est réalisée de 1986 à 1988 par la Manufacture Languedocienne de Grandes Orgues (Lodève), sous la maîtrise d'œuvre de Claude Aubry, technicien-conseil, avec retour à l'état originel tout en maintenant le Pédalier à 30 notes de Mader, la machine Barker et la boîte expressive du Positif ainsi que le jeu de Cromorne de 1934. Le concert d'inauguration fut donné le 18 novembre 1988 par Louis Robilliard, titulaire du Cavaillé-Coll de St François-de-Sales à Lyon.

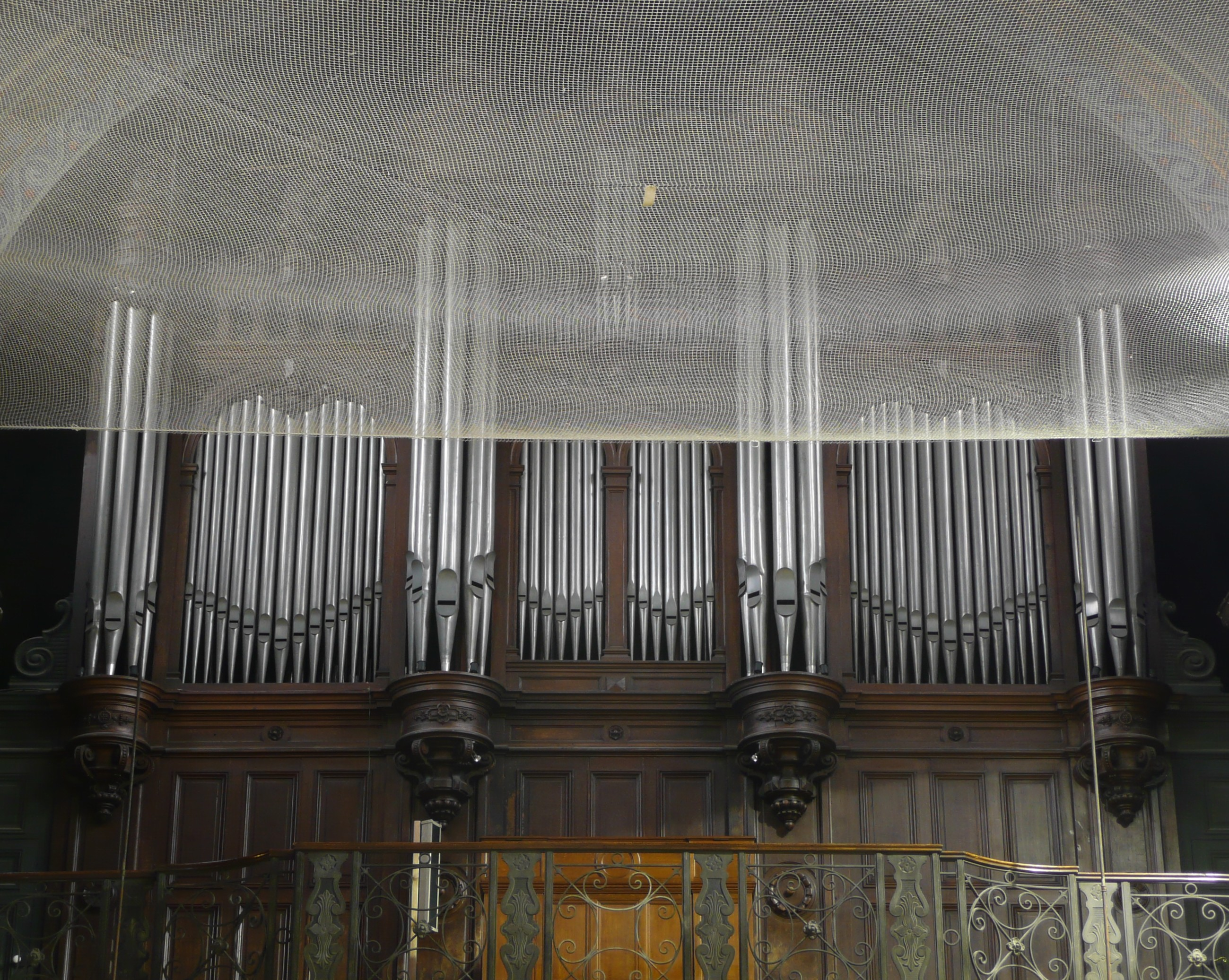
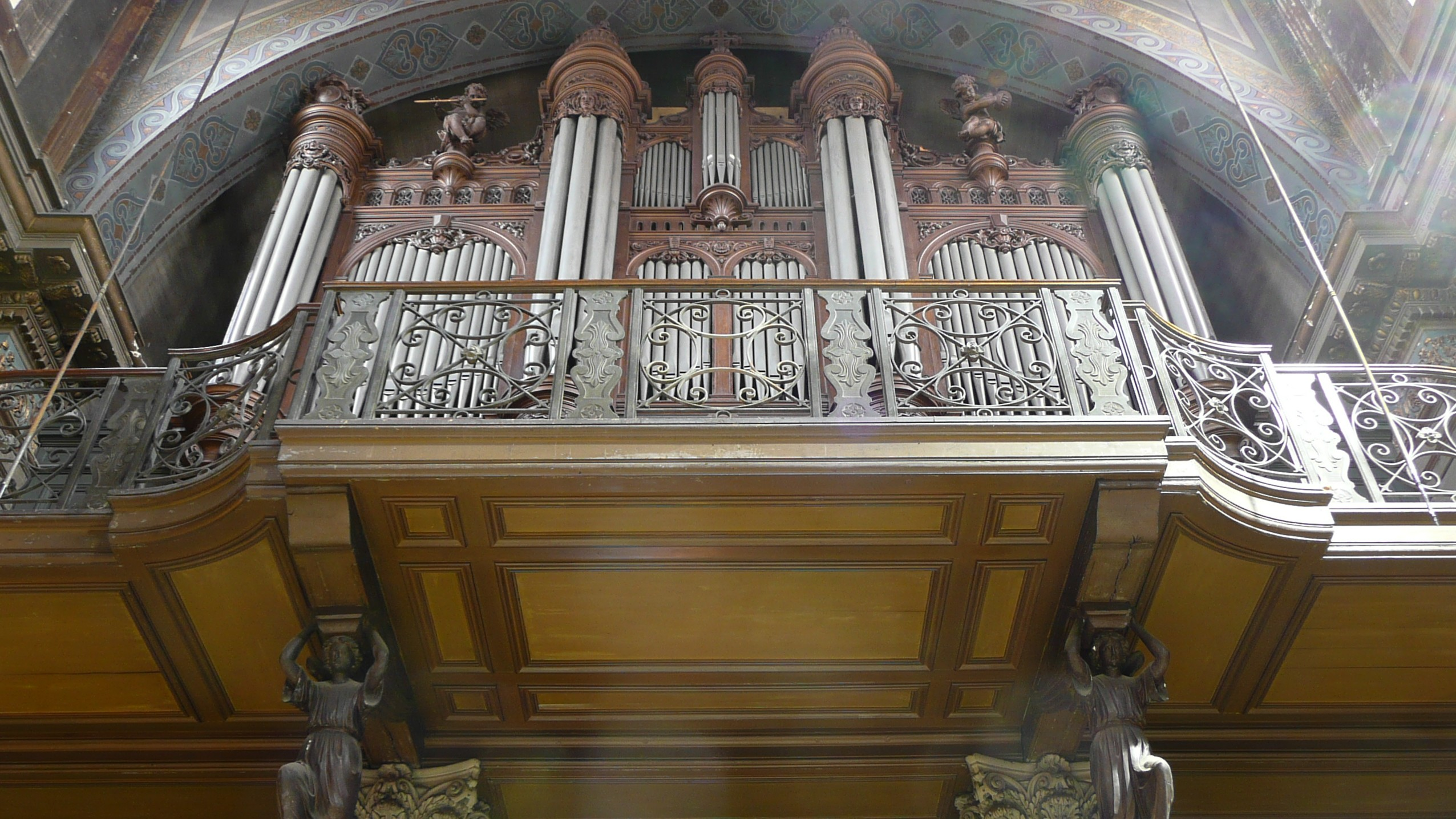
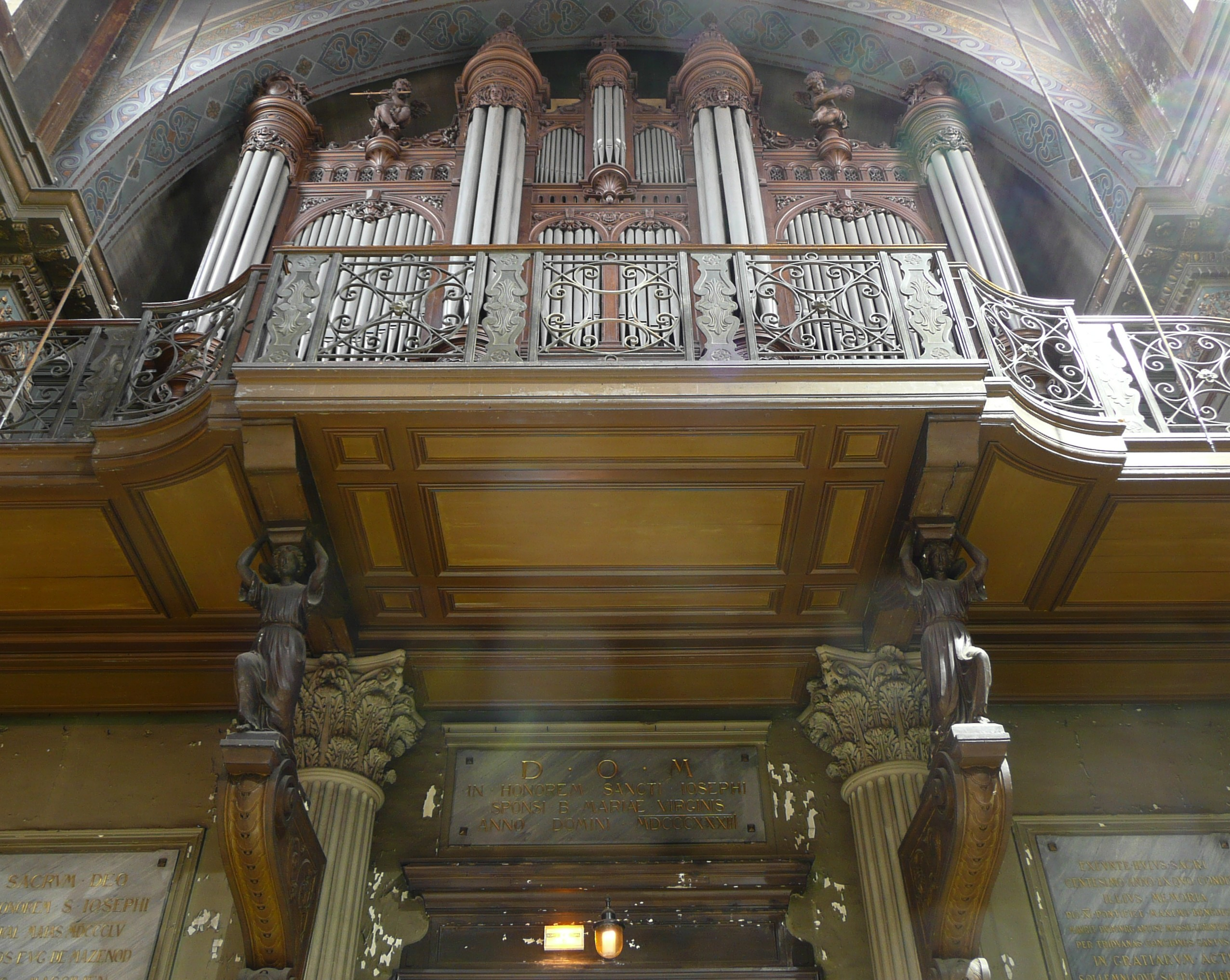

Le compositeur Edmond Audran fut organiste de 1861 à 1877, avant le début de sa carrière de compositeur d'opérettes.

### L'orgue de chœur
Placé derrière le maître-autel, l'instrument a été construit en 1896 par François Mader. Il est doté d'une transmission pneumatique-tubulaire et de 11 jeux répartis sur deux claviers de 56 notes et un pédalier de 30 notes.
Relevé en 1964 par Jean-Albert Négrel (Roquevaire) puis en 1974 par René Renevier, il est muet depuis 1988.
Cet instrument a remplacé un orgue de chœur Cavaillé-Coll, offert à la jeune église et paroisse Saint-Philippe voisine, édifiée entre 1894 et 1898. Remanié depuis, il s'y trouve toujours.

## Plan de l'église

Plan de l'église

Légende:
1- Maître-autel 2- Orgue de chœur 3- Stalles d'honneur 4- Chaire 5- Tableau de l'Assomption par Orsi 6- La présentation au temple par Orsi 7- Tableau de la nativité par Orsi 8- L'Annonciation par Orsi 9- Grandes orgues du facteur Aristide Cavaillé-Coll 10- La prédication de saint François-Xavier (tableau anonyme) 11- Notre Seigneur faisant à l'église ses dons les plus précieux (Bronzet Ainé) 12- Statue de la Vierge à l'enfant 13- Fresque représentant le pauvre Lazare et le mauvais riche par Charles Varade et Jean Sari 14- Fonts baptismaux 15- Fresque représentant Moïse faisant jaillir l'eau du rocher par Charles Varade et Jean Sari 16- Autel de saint Antoine de Padoue 17- Tableau représentant saint Jean Bosco 18- Monument funéraire de l'abbé Antoine Abbat, fondateur de l'église 19- Autel de sainte Thérèse d'Avila 20- Tableau de sainte Thérèse de l'enfant Jésus par Mathilde Hugueniot 21- Fresque représentant le retour de l'enfant prodigue par Charles Varade et Jean Sari 22- Autel du curé d'Ars 23- Fresque représentant l'agneau mystique et les quatre fleuves du paradis par Charles Varade et Jean Sari 24- Fresque représentant Abraham trouvant le bélier du sacrifice par Charles Varade et Jean Sari 25- Autel de saint Joseph 26- Chapelle des âmes du purgatoire 27- Chapelle de Jeanne d'Arc 28- Fresque représentant le Pharisien et le Publicain par Charles Varade et Jean Sari 29- Autel de Sainte Anne et de la Vierge 30- Le bon Samaritain 31- Autel du Sacré-cœur de Jésus 32- Fresque représentant le drachme perdu par Charles Varade et Jean Sari 33- Autel de la Vierge

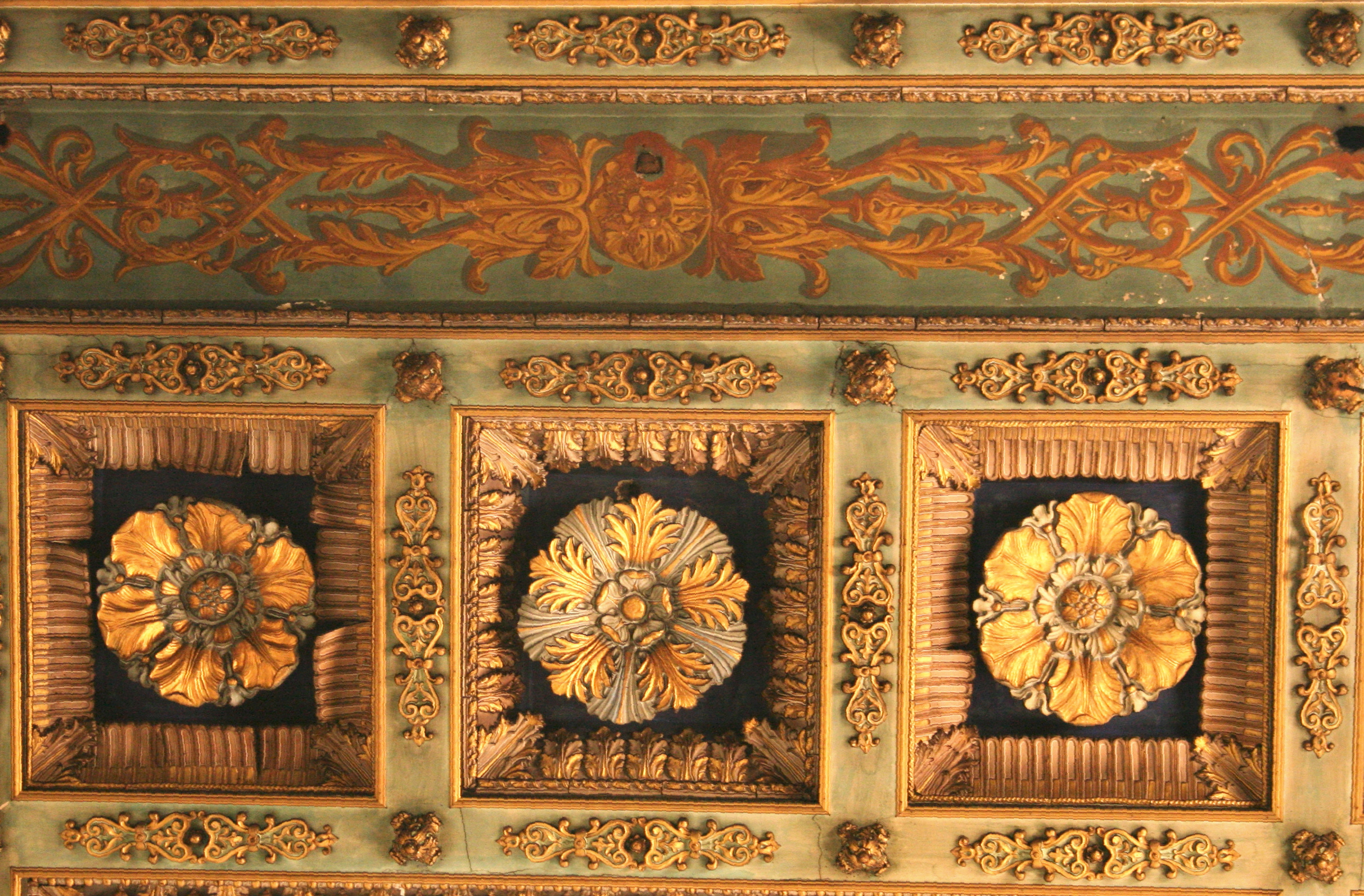
Détail du plafond à caissons

### Sources
- Jean-Robert CAIN & Robert MARTIN, L'orgue dans la ville, Parenthèses, 2004, pages 164 & 166  (ISBN 2-86364-086-0)